# Dmitri Matheny
Dmitri Matheny (Nashville, 1965. december 25. –) amerikai szárnykürtös.

## Pályafutása
Matheny a Georgia állambeli Columbusban, majd arizonai Tucsonban nevelkedett. Ötévesen kezdett zongorázni, kilencévesen pedig trombitálni. Tizenhat éves korában hozta létre első zenekarát, amelyet a Tucson Jazz Society támogatott. 1983–84-ben a michigani Interlochen Művészeti Akadémián, 1984-89 között a bostoni Berklee College of Musicon tanult. 1988-ban Art Farmer képezte.
1985-1989 között a New Voice Jazz Sextet zenekart vezette, amelyben Mark Gross, majd Antonio Hart szaxofonos, Peter Herbert basszusgitáros és Hans Schuman dobos is játszott.
1989-ben San Franciscoba költözött és  megalakította a Dmitri Matheny Groupot. 2000-ben a Del Sol String Quartetben Amina Figarova zongoristával és Ann Dyer énekessel állt a színpadon egy jótékonysági előadáson a  Berkeley Young Musicians programjában.
Bay Area híres klubjaiban is fellépett. Matheny számos fesztiválszereplése között szerepel a Berkeley Jazz Festival (1999), a Big Sur Jazz Festival (1997), a Brit Festival (2001), a Caspian Jazz & Blues Festival, a Monterey Jazz Festival (1989, 1996, 1999, 2004), North Beach Jazz Festival (2000, 2001), Redlands Bowl Summer Music Festival (2002, 2010), San Francisco Jazz Festival (1997, 1998, 2004, 2005), Telluride Jazz Celebration ( 1996, 1997, 1998, 1999, 2000, 2001, 2010) és a Thelonious Monk Institute Colony at Jazz Aspen Snowmass-ban (1997, 1998, 1999).
Zenésztársai a múltban/jelenben: Larry Coryell, Nathan Davis, Amina Figarova, Tommy Flanagan, Wycliffe Gordon, Larry Grenadier, John Handy, Billy Higgins, Red Holloway, Denise Jannah, James Moody, Tony Reedus, Martha Reeves, Sam Rivers, Max Roach, Dennis Rowland, The Rosenberg Trio, Bobby Rydell, Bud Shank, Shea Marshall, Sonny Simmons, Mary Stallings, Billy Taylor, Bobby Watson, Paula West.

## Albumok
- 1995: Red Reflections
- 1996: Penumbra: The Moon Sessions
- 1998: Starlight Cafe
- 2000: Santa's Got a Brand New Bag
- 2005: Nocturne
- 2006: The SnowCat
- 2007: Spirito Sanctu: The New Millennium Mass
- 2008: Best of Dmitri Matheny
- 2010: Grant & Matheny (with Darrell Grant)
- 2014: Sagebrush Rebellion
- 2016: Jazz Noir
- 2022: CASCADIA

## Díjak
- 1998: Down Beat magazin kritikusok díja
- 1999: Jazziz magazin a legjobb új előadó
- 1997, 1998, 2000: San Francisco Examiner magazin: :Bay Area legjobbjai
- 2000: International Association for Jazz Education elismerése

## Fordítás
Ez a szócikk részben vagy egészben  a   Dmitri Matheny című angol Wikipédia-szócikk ezen változatának fordításán alapul.  Az eredeti cikk szerkesztőit annak laptörténete sorolja fel. Ez a jelzés csupán a megfogalmazás eredetét és a szerzői jogokat jelzi, nem szolgál a cikkben szereplő információk forrásmegjelöléseként.